# Bessie Eyton
Bessie Eyton (de son vrai nom Bessie Harrison) est une actrice américaine née à Santa Barbara (Californie) le 5 juillet 1890 et morte à Thousand Oaks (Californie) le 22 janvier 1965.

## Biographie

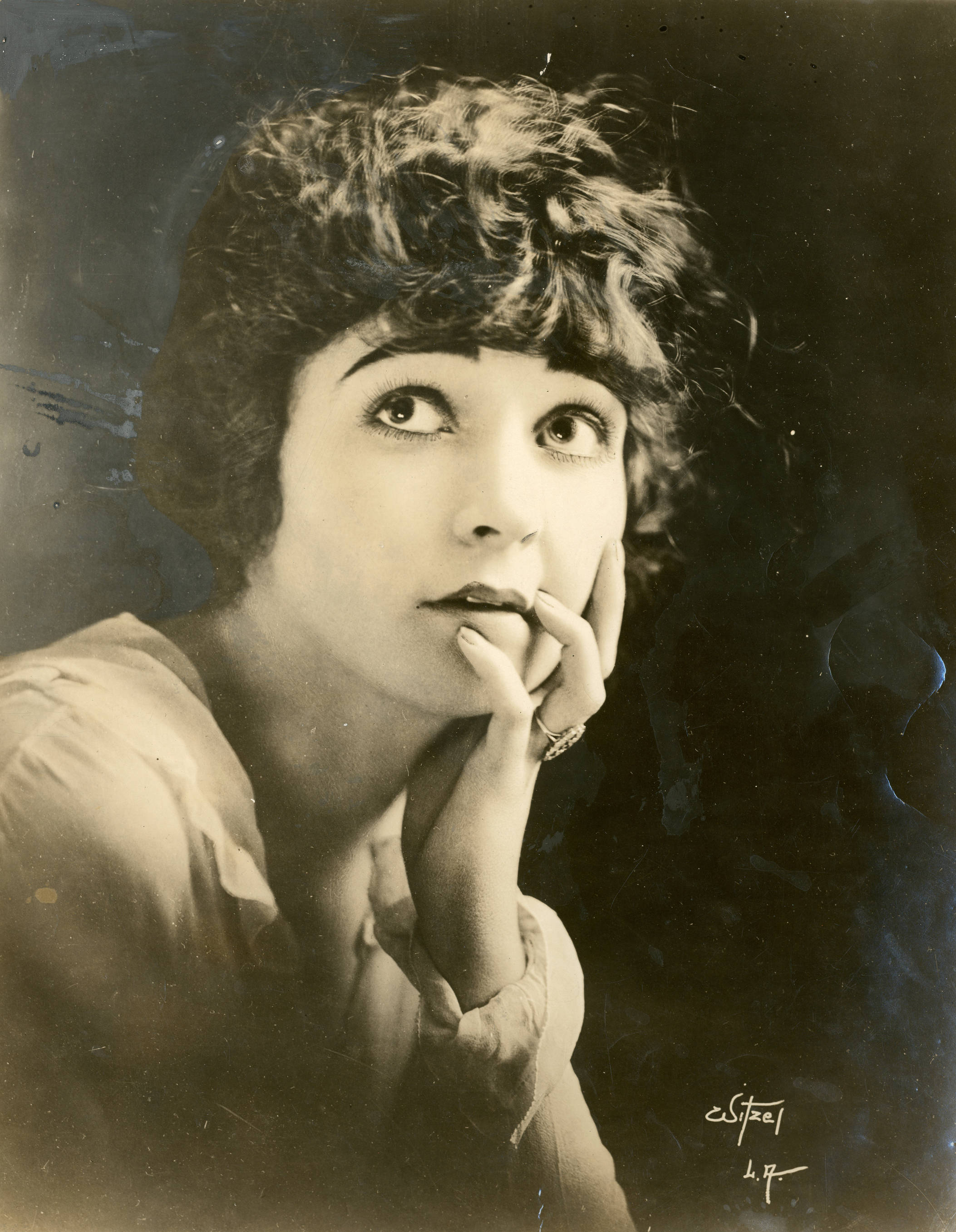
Bessie Eyton en 1918.

## Filmographie partielle
- 1911 : The Sheriff of Tuolomne
- 1911 : Saved from the Snow
- 1911 : The Totem Mark
- 1911 : Kit Carson's Wooing
- 1911 : McKee Rankin's '49'
- 1911 : An Indian Vestal
- 1911 : A Painter's Idyl
- 1911 : The Right Name, But the Wrong Man
- 1911 : For His Pal's Sake
- 1911 : George Warrington's Escape
- 1911 : Captain Brand's Wife
- 1911 : Lieutenant Grey of the Confederacy
- 1911 : Blackbeard
- 1911 : An Evil Power
- 1911 : Brown of Harvard
- 1911 : A Diamond in the Rough
- 1912 : Monte Cristo
- 1912 : Me an' Bill
- 1912 : The Peacemaker, de Francis Boggs
- 1912 : A Waif of the Sea
- 1912 : The Ones Who Suffer
- 1912 : The Price He Paid
- 1912 : Bessie's Dream
- 1912 : The Lake of Dreams
- 1912 : Disillusioned
- 1912 : The Coming of Columbus
- 1912 : The Love of an Island Maid
- 1912 : The Price of Art
- 1912 : The Professor's Wooing
- 1912 : His Masterpiece
- 1912 : The End of the Romance
- 1912 : In Exile
- 1912 : A Child of the Wilderness
- 1912 : The Indelible Stain
- 1912 : The Pity of It
- 1912 : The Great Drought
- 1912 : The Shuttle of Fate
- 1912 : The Fisherboy's Faith
- 1912 : Carmen of the Isles
- 1912 : Shanghaied
- 1912 : The Triangle
- 1912 : Miss Aubry's Love Affair
- 1912 : The God of Gold
- 1912 : Opitsah: Apache for Sweetheart
- 1912 : A Crucial Test
- 1912 : Sammy Orpheus ou The Pied Piper of the Jungle
- 1912 : The Last of Her Tribe
- 1912 : The Little Organ Player of San Juan
- 1912 : The Danites
- 1913 : Greater Wealth
- 1913 : Whose Wife Is This?
- 1913 : A Revolutionary Romance
- 1913 : The Three Wise Men
- 1913 : A Little Hero
- 1913 : The Flaming Forge
- 1913 : The Story of Lavinia
- 1913 : The Dancer's Redemption
- 1913 : Sally in Our Alley
- 1913 : A Prisoner of Cabanas
- 1913 : Vengeance Is Mine
- 1913 : Hiram Buys an Auto
- 1913 : An Old Actor
- 1913 : In the Long Ago
- 1913 : The Noisy Six
- 1913 : Wamba, a Child of the Jungle
- 1913 : The Wordless Message
- 1913 : When the Circus Came to Town
- 1913 : Alone in the Jungle
- 1913 : When Lillian Was Little Red Riding Hood
- 1913 : When Men Forget
- 1913 : Songs of Truce
- 1913 : Budd Doble Comes Back
- 1913 : A Wild Ride
- 1913 : The Ne'er to Return Road
- 1913 : Hope
- 1913 : The Hopeless Dawn
- 1913 : Terrors of the Jungle
- 1913 : The Master of the Garden
- 1913 : Until the Sea...
- 1913 : A Dip in the Briney
- 1914 : The Lily of the Valley
- 1914 : On the Breast of the Tide
- 1914 : The Tragedy of Ambition
- 1914 : The Smuggler's Sister (+ scénario)
- 1914 : The Spoilers, de Colin Campbell
- 1914 : The Uphill Climb
- 1914 : The Salvation of Nance O'Shaughnessy
- 1914 : Shotgun Jones de Colin Campbell
- 1914 : Me an' Bill de Colin Campbell
- 1914 : In Defiance of the Law
- 1914 : The Wilderness Mail de Colin Campbell
- 1914 : The Fire Jugglers
- 1914 : The Lonesome Trail de Colin Campbell
- 1914 : The Cherry Pickers
- 1914 : The Mother Heart
- 1914 : Etienne of the Glad Heart
- 1914 : The White Mouse
- 1914 : Chip of the Flying U
- 1914 : When the West Was Young
- 1914 : The Going of the White Swan
- 1914 : In the Days of the Thundering Herd
- 1915 : Love Finds a Way
- 1916 : The Three Wise Men
- 1916 : The Regeneration of Jim Halsey
- 1916 : The Crisis
- 1916 : Twisted Trails
- 1917 : Beware of Strangers
- 1917 : Her Perilous Ride
- 1917 : The Victor of the Plot
- 1917 : Her Heart's Desire
- 1917 : The Smoldering Spark
- 1917 : The Love of Madge O'Mara
- 1917 : Between Man and Beast
- 1917 : The Witness for the State
- 1917 : The Angel of Poverty Row de Colin Campbell
- 1917 : The Law North of 65
- 1917 : Who Shall Take My Life?
- 1918 : The Still Alarm
- 1918 : Daniel le conquérant (The City of Purple Dreams) de Colin Campbell